# ورزشگاه شهید مفتح
ورزشگاه شهید مفتح ورزشگاهی چند منظوره در شهر همدان در کشور ایران است. باشگاه فوتبال پاس همدان و الوند همدان بازی‌های خانگی خود را در این ورزشگاه انجام می‌دهند.
این ورزشگاه در کیلومتر ۵ جاده ملایر واقع شده است.
این مجموعه ورزشی در ۳۰ هزار متر مربع مساحت، مجهز به سامانه گرمایشی از کف چمن، شبکه آبیاری خودکار، روشنایی زمین چمن، سونای خشک و رختکن مجزا برای هر تیم، پیست دوومیدانی، صاعقه گیر و صفحه نمایش است. این ورزشگاه ۱۵ هزار نفری دومین ورزشگاهی است که چمن آن با سیستم مشابه زمین چمن شماره یک ورزشگاه آزادی نگهداری می‌شود.